# Bruescelio
Bruescelio – wymarły rodzaj błonkówek z rodziny Scelionidae. Obejmuje tylko jeden opisany gatunek, B. platycephalus.

## Taksonomia
Rodzaj i gatunek typowy opisane zostały po raz pierwszy w 2014 roku przez Jaimego Ortegę-Blanco, Ryana McKellara i Michaela S. Engela na łamach „Bulletin of Geosciences”. Opisu dokonano na podstawie trzech inkluzji w datowanym na późny alb bursztynie odnalezionym na granicy ogniw Regachuelo i La Orden w formacji Escuch na stanowisku Peñacerrada I w hiszpańskiej Morazie. Nazwę rodzajową nadano na cześć paleontologa Charlesa T. Bruesa, zaś epitet gatunkowy pochodzi z greki i oznacza „płaskogłowy”.

## Morfologia
Błonkówka o ciele długości od 0,8 do 0,9 mm, włącznie z głową silnie spłaszczonym grzbietobrzusznie, ubarwionym czarno.
Głowa jest szersza niż dłuższa, o płaskim czole, zaokrąglonym ciemieniu, przyoczkach umieszczonych bliżej siebie niż dużych i nagich oczu złożonych, pozbawiona żeberka potylicznego i orbitalnego. Czułki budowało 14 członów; 12 składało się na biczyk, z czego 6 ostatnich na dobrze rozwiniętą buławkę.
W widoku grzbietowym półowalna, niewiele dłuższa niż szeroka, tak szeroka jak głowa mezosoma cechowała się wypukłym po bokach przedpleczem pozbawionym żeberka poprzecznego i barkowego, wydłużonymi propleurami, podłużną tarczą śródplecza bez dołków, silnie poprzeczną i dość płaską tarczką śródplecza, wąską i pozbawioną wyrostków tarczką zaplecza oraz pozbawionym zębów, guzków, kilów czy wyrostków pozatułowiem. Skrzydło przednie sięgało nieco poza szczyt odwłoka i odznaczało się żyłką radialną z nabrzmiałością przed żyłką marginalną, żyłką 2Rs połączoną z medialną oraz żyłką 3Rs sześciokrotnie dłuższą od żyłki poprzecznej r-rs. Golenie odnóży przedniej pary miały jedną, rozwidloną na szczycie ostrogę, a pozostałych par po dwie delikatne ostrogi.
Jajowata w zarysie, tak długa jak reszta ciała metasoma miała sześć widocznych, szerszych niż dłuższych tergitów, z których drugi był największy i nieco dłuższy od pozostałych, a szósty tępo zaokrąglony na szczycie. Samica dysponowała dość krótkim pokładełkiem.